# 스튜어트 싱크

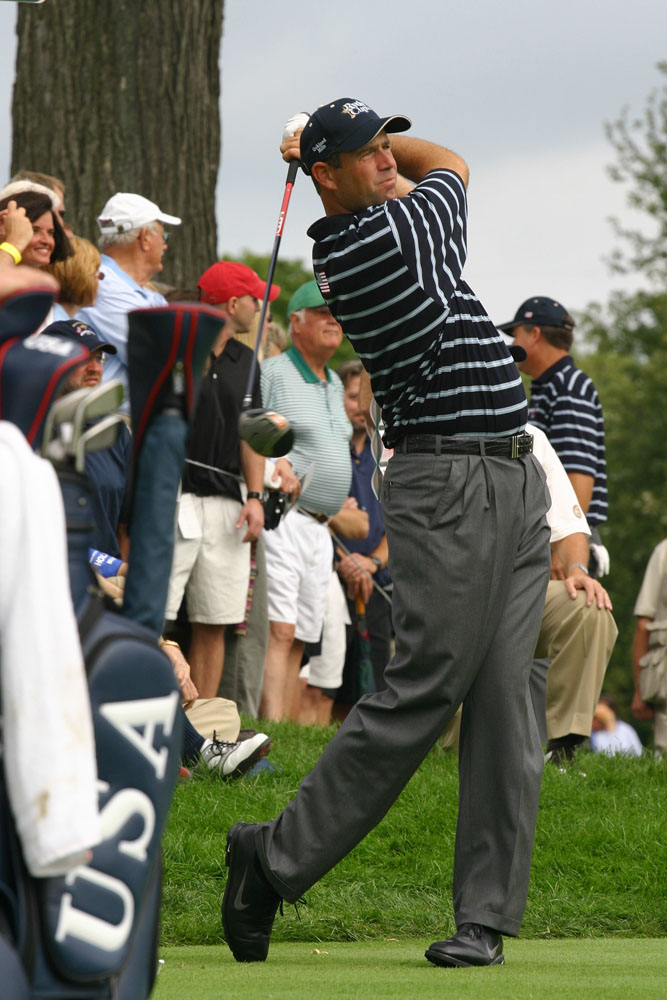
스튜어트 싱크

스튜어트 싱크(Stewart Cink, 1973년 5월 21일 ~ )는 미국의 골프 선수이다. 2009년 디 오픈 챔피언십에서 우승하였다.